# Weston Bampfylde
Weston Bampfylde – wieś w Anglii, w Somerset, w dystrykcie (unitary authority) Somerset, w civil parish Sparkford. W 1931 roku civil parish liczyła 98 mieszkańców. Weston Bampfylde jest wspomniana w Domesday Book (1086) jako Westone/Westona.